# 龙瑞寺千佛宝塔
龙瑞寺千佛宝塔，位于中国福建省福州市晋安区鼓山涌泉寺前，为一个省级文物保护单位，类型为古建筑及历史纪念建筑物，为第一批福建省文物保护单位，公布时间为1961年5月10日。
龙瑞寺千佛宝塔的历史年代为宋。